# Vaulx-Milieu
Vaulx-Milieu è un comune francese di 2 392 abitanti situato nel dipartimento dell'Isère della regione dell'Alvernia-Rodano-Alpi.

## Società

### Evoluzione demografica
Abitanti censiti